# 小原實
小原 實（おばら みのる、1944年7月20日 - ）は、日本の実業家。初代雪印メグミルク代表取締役会長。

## 人物・経歴
北海道生まれ。1968年宇都宮大学農学部畜産学科卒業、全国農業協同組合連合会入会。1996年全国農業協同組合連合会酪農部長。2001年全国農協直販代表取締役社長。2003年日本ミルクコミュニティ専務取締役。同年日本ミルクコミュニティ代表取締役社長。2009年雪印乳業と経営統合し、雪印メグミルクを設立。同社初代代表取締役会長に就任。2011年雪印メグミルク取締役相談役。